# Заслуженный артист Украины
Заслуженный артист Украины — почётное звание Украины, которое присваивается президентом Украины согласно Закону Украины «О государственных наградах Украины».

## Основания для присвоения
Согласно Положению о почётных званиях Украины от 29 июня 2001 года, это звание присваивается:
Режиссёрам, артистам театров, кино, эстрады, цирка, профессиональных ансамблей, хоровых коллективов, дирижёрам оркестров, композиторам, музыкантам, дикторам телевидения и радиовещания за высокое исполнительское мастерство, создание высокохудожественных образов, представлений, кинофильмов ставших достоянием отечественного культурно-художественного наследия.
Лица, представляющие к присвоению почетного звания «Заслуженный артист Украины», должны иметь высшее или профессионально-техническое образование. Кандидатура на почётное звание «Заслуженного артиста» выдвигается по месту работы или от творческого союза. Представление может готовить Областная государственная администрация (или КГГА) и обращаться за письмом поддержки в Министерство культуры или Министерство культуры, обращаясь за поддержкой к соответствующей ОГА.
Согласно Приказу Министерства образования и науки Украины от 29 ноября 2011 года, звание заслуженного артиста приравнивается к научной степени кандидата наук, учитываемому при расчёте доли научно-педагогических работников с научными степенями и учёными званиями, которые обеспечивают преподавание лекционных часов дисциплин учебного плана, направлениям подготовки и специальностям отраслей знаний «0202 Искусство».